# Sporobolus eximius
Sporobolus eximius är en gräsart som först beskrevs av Carl Bernhard von Trinius, och fick sitt nu gällande namn av Erik Leonard Ekman. Sporobolus eximius ingår i släktet droppgräs, och familjen gräs. Inga underarter finns listade i Catalogue of Life.